# Lotta Engberg
Lotta Engberg (Överkalix, 5 de Março de 1963) é uma cantora dansband ou pop, sueca. Por vezes, toca piano.

## Vida e trabalho
Lotta Engberg participou 6 vezes no Festival da Canção da Suécia (Melodifestivalen) e uma no da Noruega.

## Participações no Festival da Canção da Suécia e na Eurovisão
- Melodifestivalen (1984): Sankta Cecilia (com Göran Folkestad) - 2º lugar
- Melodifestivalen (1987): Fyra Bugg & en Coca Cola - vencedora

3º lugar Festival Eurovisão da Canção 1987
- Melodifestivalen (1988): 100 % (com Triple & Touch) - 3º lugar
- Melodifestivalen (1990): En gång till  - 8º lugar
- Melodifestivalen (1996): Juliette & Jonathan - 3º lugar
- Melodifestivalen (2002): Vem é dé du vill ha (Kikki, Bettan & Lotta) - 3º lugar
- Melodi Grand Prix(2003): Din hånd i min hånd (Kikki, Bettan & Lotta) - 4º lugar

## Discografia

### Álbuns
- Fyra Bugg & en Coca Cola (1987)
- Fyra Bugg & en Coca Cola och andra hits (2003)
- Kvinna & man (Lotta Engberg & Jarl Carlsson, 2005)
- världens bästa lotta (2006)
- Jul hos mig (2009)
- Lotta & Christer (2012, Lotta Engberg & Christer Sjögren)